# Anthemis scrobicularis
Anthemis scrobicularis là một loài thực vật có hoa trong họ Cúc. Loài này được Yavin mô tả khoa học đầu tiên năm 1972.